# Métro de Pune
Le métro de Pune est un réseau de transport en commun dans la ville de Pune, située dans l'État indien du Maharashtra, avec deux lignes mises en service le 6 mars 2022. Pune est la huitième ville du pays par sa population (environ 3,75 millions habitants) et un grand centre industriel.
Le métro de Pune comprendra à terme trois lignes ayant une longueur totale de 54,58 km et desservant 53 stations.

## Historique
La construction des  lignes de métro 1 et 2 a été proposée la municipalité de Pune et approuvé par l'État indien du Maharashtra en juin 2012 puis par le gouvernement central en décembre 2016. La première pierre a été posée le même mois. Les autorités de l'agglomération de Pune ont lancé le même mois le projet d'une troisième ligne de 23 kilomètres comprenant 23 stations qui a reçu l'accord des autorités centrales en mars 2018. Cette troisième ligne est construite dans le cadre d'un partenariat public-privé. Le cout de la  construction des deux premières lignes était évalué à 11 420 Crore (1,4 milliard €) dont 5 831 sont cofinancés par l'European Investment Bank et l'Agence française de développement.

## Réseau
| Ligne            | Date d'ouverture | Terminus                 | Terminus                                  | Longueur (km) | Nombre stations | Constructeur | Opérateur |
| ---------------- | ---------------- | ------------------------ | ----------------------------------------- | ------------- | --------------- | ------------ | --------- |
| Ligne 1/Eau      | 6 mars 2022      | Bâtiment du PCMC         | Phugewadi (à ce jour), Swargate (à terme) | 16,59         | 14              | MahaMetro    | MahaMetro |
| Ligne 2/Violette | 6 mars 2022      | Vanaz                    | Ramwadi                                   | 14,66         | 16              | MahaMetro    | MahaMetro |
| Ligne 3          | 2025             | Cour civile Shivajinagar | Hinjawadi                                 | 23,33         | 23              | PMRDA        | A définir |
| Total            |                  |                          |                                           | 54,58         | 53              |              |           |

## Caractéristiques techniques
Toutes les lignes hormis 5 kilomètres sur la ligne 1 sont construites en viaduc. Pour les lignes 1 et 2 les rames sont constituées de 4 à 6 voitures climatisées larges de 2,9 mètres et longues de 21,5 mètres circulant sur voie normale. Le courant de 25 kV alternatif est capté par caténaire.

### Sources
- (en) Delhi metro rail corporation, Final detailed project report for Pune metro rail project, 2008, 519 p. (lire en ligne)  — Rapport d'étude préalable des lignes 1 et 2